# Die Twa
Die Twa was een Nederlands zangduo uit Berlikum, Friesland, dat bestaat uit Krijn Dijkstra en Jacob Dijkstra. Hun repertoire bestaat uit Friestalige liedjes.

## Biografie
Tot 2004 maakten Krijn Dijkstra en Jacob Dijkstra onderdeel uit van formatie Infinity. Toen bij bepaalde optredens een aantal bandleden niet aanwezig was en het optreden geen doorgang zou kunnen vinden, besloten Krijn en Jacob samen op te treden als duo. In januari 2005 besloten ze zich Die Twa te gaan noemen. In het Fries zou dy twa 'die twee' betekenen. Het is niet bekend waarom ze voor de (verkeerde) spelling van die gekozen hebben. Na verschillende singles die in de Single Top 100 terechtkwamen, verscheen in april 2010 hun eerste album, Die Twa genaamd. In maart 2015 maakte Die Twa bekend na 12 jaar te gaan stoppen.

## Discografie

### Albums
| Album met eventuele hitnotering(en) in de Nederlandse Album Top 100 | Datum van verschijnen | Datum van binnenkomst | Hoogste positie | Aantal weken | Opmerkingen |
| ------------------------------------------------------------------- | --------------------- | --------------------- | --------------- | ------------ | ----------- |
| Die Twa                                                             | 09-04-2010            | 17-04-2010            | 22              | 9            |             |
| Twasprong                                                           | 14-10-2011            | 22-10-2011            | 17              | 3            |             |

### Singles
| Single met eventuele hitnotering(en) in de Nederlandse Top 40 | Datum van verschijnen | Datum van binnenkomst | Hoogste positie | Aantal weken | Opmerkingen                 |
| ------------------------------------------------------------- | --------------------- | --------------------- | --------------- | ------------ | --------------------------- |
| Asto mar by my bist                                           | 21-04-2009            | -                     |                 |              | Nr. 48 in de Single Top 100 |
| Famke fan myn dreamen                                         | 06-07-2009            | -                     |                 |              | Nr. 12 in de Single Top 100 |
| Fûgels                                                        | 05-10-2009            | -                     |                 |              | Nr. 10 in de Single Top 100 |
| Sinnewaarmte                                                  | 05-03-2010            | -                     |                 |              | Nr. 15 in de Single Top 100 |
| Het gaat zoals het gaat                                       | 04-08-2010            | -                     |                 |              | Nr. 23 in de Single Top 100 |